# نازلي معوض
نازلي معوض (بالإنجليزية: Nazli Moawad)‏ هي أستاذ العلوم السياسية بكلية الاقتصاد والعلوم السياسية بجامعة القاهرة. في 2019، منحها رئيس الجمهورية الفرنسية وسام جوقة الشرف وهو أعلى وسام تكريم في فرنسا.